# Eleonore Doelter
Eleonore Anna Philippine Doelter, geb. Foetterle (* 22. Februar 1855 in Wien; † 5. Februar 1937 ebenda), war eine österreichische Grafikerin und Malerin.

## Leben
Eleonore Foetterle war eine Tochter des Geologen Franz Foetterle und dessen Ehefrau Aloisia, geb. Radda. Am 24. August 1876 heiratete sie in der Wiener Rochuskirche den Mineralogen Cornelio August Doelter. Ihr Ehemann lehrte anschließend zunächst an der Universität Graz und folgte 1907 einem Ruf an die Universität Wien. Aus der Ehe gingen ein Sohn und eine Tochter hervor. Nachdem das Paar jahrelang getrennt gelebt hatte, wurde die Ehe am 12. Jänner 1915 auf Antrag Cornelio August Doelters geschieden. 1919 heiratete er erneut.
Eleonore Doelter wandte sich erst in relativ fortgeschrittenem Alter der Kunst zu. Ihre Ausbildung als Malerin erhielt sie bei Alexander Demetrius Goltz, Alfred Zoff und Adolf Hölzel. In Grafik wurde sie von Carl Thiemann in Dachau unterrichtet, der sie an die später von ihr bevorzugte Technik des Farbholzschnittes heranführte.
Doelter hielt sich von 1905 bis 1910 jährlich in Dachau auf, ebenso 1915. Von dort meldete sich nach München ab. In Wien freundete sie sich mit der Malerin und Holzschneiderin Martha Hofrichter (1872–1960) an.
Um die Jahrhundertwende stellte Doelter regelmäßig mit dem Steiermärkischen Kunstverein in Graz aus. 1909 präsentierte sie eine Landschaft in Öl auf der Ausstellung Acht Künstlerinnen und ihre Gäste im Salon Pisko. 1910 hatte sie eine Einzelausstellung in der Galerie Arnot in Wien, bei der Farbholzschnitte gezeigt wurden. In den 1920er Jahren beschickte sie Ausstellungen der Wiener Kunstgemeinschaft.
Eleonore Doelter starb 1937 kurz vor ihrem 82. Geburtstag in Wien.

## Werk

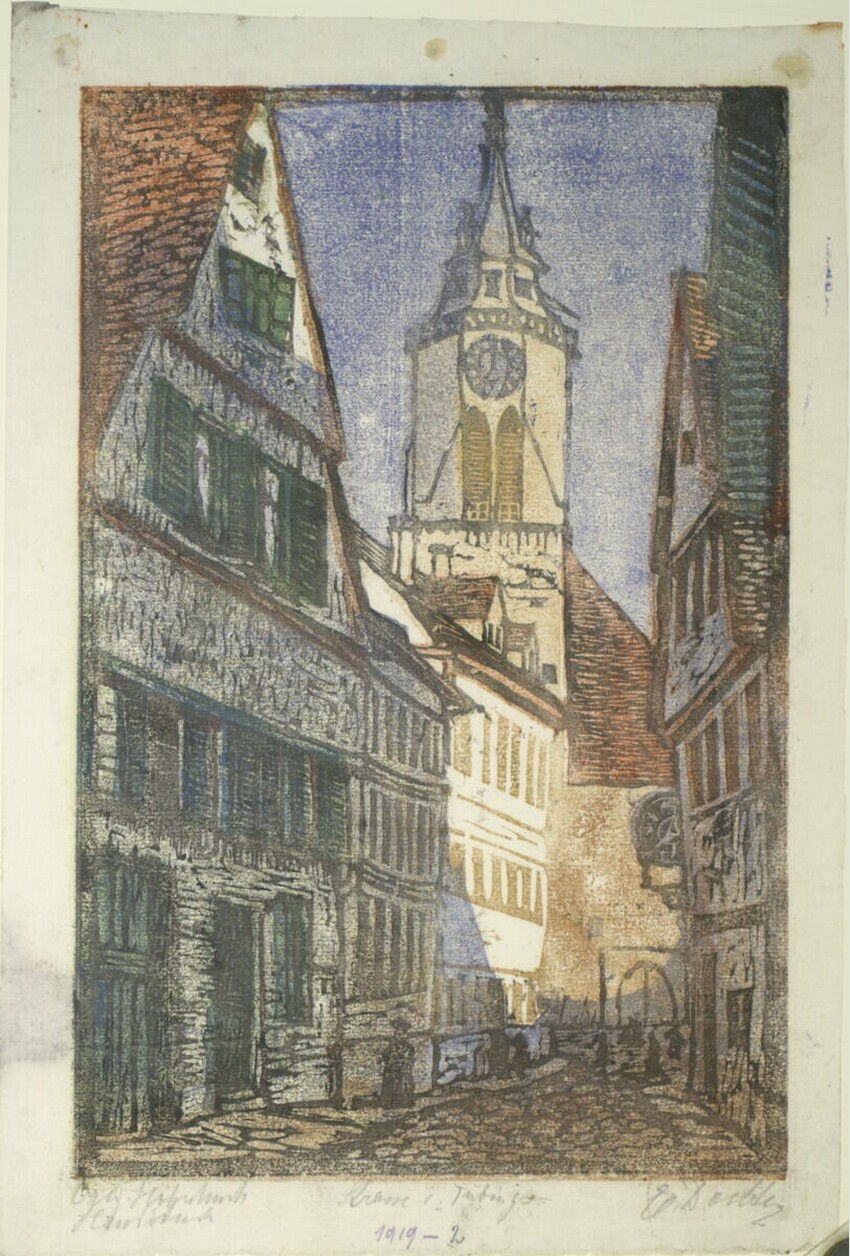
Holzschnitt Strasse in Trebinje

Eleonore Doelter schuf hauptsächlich Städtebilder und Landschaften, insbesondere in Form von Farbholzschnitten. Eine Reihe ihrer Holzschnitte befinden sich in der Sammlung der Albertina in Wien. Außerdem malte sie Ölbilder und fertigte Radierungen an. Vereinzelt sind kunstgewerbliche Arbeiten, wie mit Edelsteinen verzierte Gürtelschließen, Broschen und Hutnadeln sowie Textilien (Teppiche, Tücher) nachweisbar.
Werke (Auswahl)
- Italienischer Laubengang, Kloster an der Riviera, Terrasse am Meer, 1898 Ausstellung Steiermärkischer Kunstverein[5]
- Farb-Holzschnitte mit Ansichten aus Görz und Positano, 1901[2]
- Hutnadel mit schwarzem Stein, Brosche mit Perle und Türkisen, Gürtelschließe mit Amethyst u. a., 1904 Ausstellung Steiermärkischer Kunstverein[6]
- Entwürfe für Brosche aus vergoldetem Silber und aus Silber getriebene Gürtelschließe, Ausführung Goldschmied Arpad Antal, 1907 ständige Ausstellung des steiermärkischen Kunstgewerbevereins im Landesmuseum[7]
- Salzburg, Mappe mit acht Original-Farbholzschnitten im Handdruck, erschienen 1910 im Selbstverlag[8][9]
- Schiffe in Venedig und Abend in Schleißheim, 1923 Ausstellung Kunstgemeinschaft in Wien[10]
- Vom Petersfriedhof in Salzburg, Farbholzschnitt, Blatt: 53,5 × 37,4 cm, Platte: 20,7 × 16,8 cm, Albertina
- Aus Eisenstadt in Ungarn, Farbholzschnitt, Blatt: 55 × 41,2 cm, Platte: 37,5 × 29 cm, Albertina
- Waldinneres, Farbholzschnitt, Blatt: 55 × 41,2 cm, Platte: 37,5 × 29 cm, Albertina
- Birken, Farbholzschnitt, Blatt: 43,6 × 32,9 cm, Platte: 34 × 26,7 cm, Albertina
- Die Kapelle, Farbholzschnitt, Blatt: 45,6 × 45,4 cm, Platte: 21,3 × 14,5 cm, Albertina
- Die Alte, Holzschnitt, Blatt: 45,5 × 45,4 cm, Platte: 29,6 × 30 cm, Albertina
- Barken v. d. Giudecca, Farbholzschnitt, Blatt: 30,5 × 29,7 cm Platte: 24,2 × 29,7 cm, Albertina
- Fischerbarke, Farbholzschnitt, Blatt: 45,6 × 45,3 cm, Platte: 22,1 × 17,1 cm, Albertina
- Sturmverweht, Farbholzschnitt, Blatt: 35,7 × 33,7 cm, Platte: 29,7 × 33,7 cm, Albertina
- Barken von der Dogana, Farbholzschnitt, Blatt: 32,1 × 34,5 cm, Platte: 29,7 × 34,5 cm, Albertina
- Strasse in Trebinje, Farbholzschnitt, Blatt: 40,5 × 27,4 cm, Platte: 35,5 × 23,1 cm, Albertina[11]

## Ausstellungen (Auswahl)

### Einzelausstellungen
- 1910: Galerie Arnot, Wien[2]

### Gruppenausstellungen
- 1898, 1902–1904, 1907, 1908, 1910, 1911: Steiermärkischer Kunstverein, Graz
- 1909, 1912: Acht Künstlerinnen und ihre Gäste, Salon Pisko, Wien
- 1910: Kunstsalon Swatschek, Salzburg
- 1912: Vereinigung Bildender Künstler Steiermarks
- 1914: Die Frau im Buchgewerbe und in der Graphik, Leipzig[2]
- 1921, 1923–1925: Kunstgemeinschaft, Wien
- 2013: Wege zu Gabriele Münter und Käthe Kollwitz. Holzschnitte von Künstlerinnen des Jugendstils und des Expressionismus, Kunstmuseum Reutlingen, Spendhaus[12]